# 索维莫斯战役
55°00′40″N 3°01′34″W / 55.011°N 3.026°W
索维莫斯战役（英語：Battle of Solway Moss）是一场1542年11月期间在英苏边界埃斯克河附近的索维沼泽（Solway Moss）进行的一场战役，交战双方是英格兰和苏格兰部队。 
由于苏格兰国王詹姆斯五世拒绝其叔叔亨利八世脱离罗马天主教会的提议，于是亨利八世向苏格兰西南部出兵突袭。因为苏格兰迎击部队缺乏统一领导，导致大量苏格兰士兵被俘或溺亡。该战役的战败的噩耗为詹姆斯五世的病情雪上加霜，最终导致了他的早逝。

## 事件背景
英格兰国王亨利八世脱离罗马天主教会之后，他建议他的侄子苏格兰国王詹姆斯五世做出同样的决议。詹姆斯不但回绝了其叔叔的请求，同时拒绝与亨利在约克郡的会见，进一步激化了双方关系。被激怒的亨利八世发兵苏格兰。为报复英格兰对苏格兰的大规模突袭，詹姆斯五世任命苏格兰西境守护罗伯特·麦克斯韦勋爵出兵回击。

## 事件纪念
该战役的战场被认定为英格兰遗产，目前根据苏格兰历史遗迹的政策，由苏格兰文物局负责保护及研究。